# Dariusz Bigos
Dariusz Bigos (ur. 23 lipca 1969 w Zgierzu) – polski kolarz i trener kolarstwa.

## Życiorys
Był zawodnikiem Tramwajarza Łódź i Orła Łódź, następnie zawodowych grup kolarskich 	Imporbor-Feirense (1993) i 	Sicasal-Acral (1994-1995) oraz Zibi Casio Częstochowa
Jako junior wygrał w 1988 wyścig po Ziemi Kluczborskiej i Oleskiej. Do jego największych sukcesów należą trzecie miejsce w klasyfikacji końcowej Volta ao Algarve w 1992 i zwycięstwo w Circuito de Nafarros w 1994. W 1994 zajął 6. miejsce w klasyfikacji końcowej Wyścigu dookoła Polski. W 1995 ukończył Giro d’Italia, zajmując 113. miejsce w klasyfikacji końcowej.
Po zakończeniu kariery zawodniczej był m.in. trenerem w zespole CCC (później CCC MAT) Piechowice, jego zawodniczką była tam m.in. Maja Włoszczowska, następnie został w tej drużynie dyrektorem sportowym. Później pracował jako trener w KK Impel Jelenia Góra. Był także dyrektorem sportowym grupy Weltour i asystentem dyrektora sportowego grupy Verva ActiveJet Team (2015-2016).
Został wybrany trenerem roku 2001 na Dolnym Śląsku w plebiscycie Słowa Polskiego.
Prowadził własną działalność gospodarczą pod nazwą Viking Sport, a następnie BGS Sportwear, w ramach której szyte są stroje sportowe.